# اچ‌ام‌اس اورچین (آر۹۹)
اچ‌ام‌اس اورچین (آر۹۹) (به انگلیسی: HMS Urchin (R99)) یک کشتی بود. این کشتی در سال ۱۹۴۳ ساخته شد.